# Mather Tower
Der Mather Tower (zwischenzeitlich Lincoln Tower; heute gemäß der offiziellen Adresse meist als 75 East Wacker Drive bezeichnet) ist ein zwischen 1926 und 1928 erbauter Art-déco-Wolkenkratzer in der Innenstadt von Chicago im US-Bundesstaat Illinois.
Er liegt am südlichen Ufer des Chicago Rivers zwischen Wabash Avenue und Michigan Avenue.
Auf der gegenüberliegenden Flussseite befindet sich Trump International Hotel & Tower.
Wenngleich sich in näherer Umgebung des Mather Towers zahlreiche weitere zeitgenössische Hochhäuser befinden (darunter 35 East Wacker Drive, 333 North Michigan, das London Guarantee Building und das Wacker Building am 68 East Wacker Place), wird das Gebäude seit 1960 bzw. 2016 zu beiden Seiten von Gebäuden im modernen Stil flankiert.

## Geschichte

### Vorgeschichte
Der aus Fairfield im Staat New York stammende Alonzo Clark Mather zog im Jahre 1875 nach Chicago und gründete dort sein erstes Unternehmen, Alonzo C. Mather and Company, das sich mit dem Großhandel von Herrenbekleidung befasste.
Während seiner Arbeit für dieses Unternehmen erfand er eine neue Art von Eisenbahngüterwaggon zum Viehtransport, die sich dadurch auszeichnete, das sie erstmals auch Tierwohl-Aspekte berücksichtigte: Die Wagen verfügten über Fütter- und Tränkmöglichkeiten für die Tiere. Zuvor war es üblich gewesen, Züge mit Viehtransporten während eines Halts vollständig zu entladen, die Tiere zu füttern und zu tränken und danach wieder einzuladen und die Fahrt fortzusetzen, wobei viele der Tiere verletzt wurden oder verendeten.
Ab 1881 baute die Mather Stock Car Company Wagen nach Mathers Design (und später auch andere Bauformen, etwa Kühlwagen, Kesselwagen und gedeckte Güterwagen).
Gegen Beginn des 20. Jahrhunderts begann das Unternehmen, seine Wagen nicht nur zu verkaufen, sondern auch an Eisenbahnunternehmen zu leasen. In den Zwanzigerjahren gehörten dem Unternehmen über 11.000 Viehwagen, die in den gesamten Vereinigten Staaten und Kanada im Einsatz waren.
Mather häufte so in verhältnismäßig kurzer Zeit ein beträchtliches Vermögen an und zählte in den Zwanzigern zu den reichsten Amerikanern.
Am 18. September 1925 erwarb Mather das zuvor als 345–351 River Street bezeichnete Grundstück am Wacker Drive für 500.000 US-Dollar (entspricht heute 8 Mio. $) von der Chicago Title & Trust Company.

### Entwurf und Bau
Im Juli des Jahres 1926 gab Mather bekannt, zwei identische Bürohochhäuser mit einer Höhe von jeweils 519 Fuß (ca. 158 m) errichten zu wollen und beauftragte den Architekten Herbert Hugh Riddle mit der Ausführung, hatte aber zuvor bereits selber konkrete Entwürfe ausgearbeitet:39.
Der Baubeginn des ersten Gebäudes folgte kurz darauf an der Südseite des nur kurz zuvor eröffneten Wacker Drives, westlich der Michigan Avenue.
Die Bauarbeiten gingen zügig voran: weniger als ein Jahr nach Mathers Ankündigung wurde das Richtfest gefeiert; 1928 wurde das Gebäude fertiggestellt.
Die Gesamtkosten betrugen 2,6 Mio. US-Dollar (einschließlich des Grundstücks); dies entspricht heute 41 Mio. $.
Das Grundstück für das zweite Gebäude besaß Mather bereits: 324 North Michigan Avenue war ein dreigeschossiges Gebäude, das die Konzernzentrale der Mather Stock Car Company beherbergte.
Beide Gebäude sollten mit einer Arkade verbunden werden, die die dazwischenliegende Gasse (heute North MacChesney Court) überspannen sollte.
Die 1929 einsetzende Große Depression führte jedoch dazu, dass die Pläne für das zweite Gebäude nicht verwirklicht wurden.

### Versteigerung nach Mathers Tod
Mather verstarb am 25. Januar 1941 im Alter von knapp 93 Jahren in Los Angeles, nachdem er bereits zuvor mehrere Jahre dort gelebt hatte.
Er hatte verfügt, dass sein Vermögen (insgesamt 7.775.000 US-Dollar, entspricht 143 Millionen $ (2025)) liquidiert und der Großteil des Erlöses der Errichtung eines Alonzo Mather Aged Ladies' Home dienen sollte.
Nachdem sich für den Mather Tower kein Käufer finden ließ, ordnete das mit der Nachlasssache befasste Gericht am 13. März 1945 die öffentliche Versteigerung des Gebäudes an und terminierte diese auf den 6. April desselben Jahres.
Im Rahmen dieser Gerichtsauktion wurde Mather Tower  am 6. April 1945 für 560.000 US-Dollar an einen anonymen Bieter verkauft – die Investitionskosten hatten im Jahr 1927 mehr als das Vierfache betragen.
Das von Mather vorgesehene Altersheim wurde (unter anderem mit Hilfe der Erlöse aus dem Verkauf des Mather Towers) schließlich im Jahr 1952 in Evanston eröffnet.
Der Name wurde zu Lincoln Tower geändert – hierbei handelt es sich wohl um eine Anspielung auf die Statur (groß und schlank) des ehemaligen US-Präsidenten Abraham Lincoln.

### Weitere Eigentümerwechsel
1963 verkaufte J. S. Sherman das Gebäude für 1,3 Millionen US-Dollar, nachdem er 18 Jare lang dessen Eigentümer gewesen war.
Der neue Eigentümer, Philip Kargman, Inhaber eines Chicagoer Immobilienunternehmens, kündigte umfassende Modernisierungsmaßnahmen für das Gebäude an, darunter den Einbau einer automatischen Aufzugsanlage.
Im Jahr 1966 übernahm eine Stiftung der Harris Trust & Savings Bank (heute Teil der BMO Harris Bank) das Gebäude für einen ungenannten Betrag; Schätzungen gehen von 1,8 Millionen Dollar aus.
Im August 1970 übernahm das Immobilienunternehmen Arthur Rubloff & Co. das Gebäude.
1983 wurde das Gebäude von Harry Weese & Associates renoviert.:52
1996 kaufte die Grand Canyon Corporation das Gebäude für 5,3 Millionen US-Dollar, nachdem der vorherige Eigentümer nicht mehr in der Lage war, ein Hypothekendarlehen zu bedienen, das mit dem Gebäude besichert war.

### Verfall
Bis in die Neunzigerjahre verfiel das Gebäude; im Jahr 1998 wurden Teile des Gebäudes mit Schutznetzen verhüllt, um Unfälle durch herabfallende Fassadenteile zu verhindern. Zuvor hatte der anliegende Abschnitt des Wacker Drives für den Auto- und Fußgängerverkehr gesperrt werden müssen, nachdem im Rahmen einer baulichen Routineuntersuchung des Gebäudes Fassadenrisse aufgefallen waren. Derartige Untersuchungen sind in Chicago seit 1996 verpflichtend, da es zuvor mehrere Vorfälle von von älteren Gebäuden herabfallenden Mauerwerksteilen gegeben hatte.
Die Stadt hatte den Eigentümer des Gebäudes, die Grand Canyon Corporation, jedoch bereits im Jahr zuvor auf Instandsetzung des maroden Gebäudes verklagt.
Im Jahr 2000 wurde die kuppelartige Turmspitze entfernt, da deren statische Integrität nicht mehr gewährleistet werden konnte.

### Sanierung
Das New Yorker Unternehmen Masterworks Development übernahm das Gebäude im August des Jahres 2000.
Es beabsichtigte die vollständige Sanierung des Gebäudes. Danach sollten die oberen Etagen in ein Hotel mit insgesamt 327 Zimmern umgestaltet werden, die darunterliegenden Etagen sollten weiterhin als Büroflächen dienen.
Zuvor war auch eine Umwandlung in Eigentumswohnungen diskutiert worden.
Um Mittel eines städtischen Fonds für die Kofinanzierung des insgesamt 32 Mio. US-Dollar teuren Sanierungsprojekts erschließen zu können, bemühte sich das Unternehmen um die Einstufung des Gebäudes als Chicago Landmark.
Insgesamt unterstützte die Stadt das Projekt mit 6 Mio. US-Dollar (darunter 1,5 Mio. USD für die Sanierung der Turmkuppel) in Form von Fördermitteln und Steuererleichterungen.
Mit dem Landmark-Status gingen jedoch auch bauliche Auflagen einher: Bei der Sanierung des Gebäudes musste das Gebäudeäußere sowie der Eingangsbereich und die Lobby originalgetreu erhalten werden.
Einen Höhepunkt der Sanierung stellte die Installation der neuen Kuppel für den Turm im November des Jahres 2002 dar: da es nicht möglich gewesen war, einen Kran zu errichten, musste die Tragstruktur der Kuppel mittels eines Hubschraubers auf das Gebäude verbracht werden. Die Montage der Aluminiumverkleidung erfolgte dann im Anschluss an Ort und Stelle; sie wurde später elfenbeinfarben gestrichen.
Im November des Jahres 2003 wurden die das Gebäude umgebenden Straßen abermals aus Sicherheitsgründen gesperrt, nachdem herabfallende Fassadenteile zwei Fußgänger verletzt hatten. Infolgedessen wurde eine Gehwegüberdachung installiert, um weitere Personenschäden bis zum Abschluss der Sanierungsarbeiten auszuschließen.

### Mather Tower heute
Im Erdgeschoss des Gebäudes befindet sich ein Restaurant; die darüber liegenden Etagen werden als Hotels genutzt (The River Hotel; sowie ein Hotel der Club Quarters-Kette).

## Denkmalschutz
Mather Tower ist ein Contributing Property im Michigan–Wacker Historic District, einem als Bauensemble denkmalgeschützten Historic District, der seit dem 15. November 1978 im National Register of Historic Places gelistet ist.
Seit dem 7. März 2001 ist das Gebäude zudem als Chicago Landmark denkmalgeschützt.
Am 2. November 2006 zeichnete der National Trust for Historic Preservation das abgeschlossene Sanierungsprojekt mit dem National Preservation Honor Award aus.

## Architektur

### Dimensionen des Gebäudes
Die zum Wacker Drive hin gelegene Nordwestfassade des Gebäudes ist 65 Fuß (etwa 20 m) breit; die Gebäudetiefe beträgt 100 Fuß (ca. 30,5 m).
Die Grundfläche des Gebäudes füllt – wie für vor dem Zweiten Weltkrieg errichtete Gebäude typisch – das gesamte Grundstück, auf dem es sich befindet, aus.
Der Sockelbau weist eine parallelogrammförmige Grundfläche auf, ist also nicht exakt rechteckig.:54
Der über den Gebäudesockel aufragende achteckige Turm weist eine deutlich geringere Grundfläche auf – dies ist im damaligen städtischen Baurecht begründet:
Die seit 1923 geltende Bauordnung beschränkte die grundsätzlich erlaubte Gebäudehöhe auf 264 Fuß (88 m). Darüber herausragende Aufbauten (Türme usw.) waren zwar zulässig, ihre maximale Grundfläche war jedoch auf ein Viertel der Grundfläche des Sockelgebäudes; und das Volumen auf ein Sechstel des Sockels beschränkt.:83
Nach oben hin verjüngt sich der Turm weiter: Während sein Durchmesser im unteren Bereich noch 41 Fuß (12,5 m) beträgt, sinkt er auf lediglich 9,5 Fuß (3 m) im oberen Bereich.:39
Die Nutzfläche der 24 Geschosse des Sockelbaus beträgt jeweils 5.900 Quadratfuß (ca. 548 m²); jene des obersten der 18 Turmgeschosse lediglich 280 Quadratfuß (ca. 26 m²).

### Tragwerk und Fassade
Das in Stahlskelettbauweise errichtete Tragwerk des Gebäudes ruht auf einer als Senkkasten ausgeführten Tiefgründung.:2 Diese reicht bis auf das Grundgestein ca. 108 Fuß (ca. 33 m) unterhalb des Wasserspiegels des Chicago Rivers herab.:824
Die Fassadenverkleidung besteht aus weißen Terrakottaziegeln.
Die zum Wacker Drive hin gelegene Nordwestfassade des Gebäudes ist bis an die Grundstücksgrenze herangeführt.:147
In die Fassade integrierte Zierelemente finden sich vor allem in den unteren 6 Etagen; entlang der 24. Etage (das heißt am Übergang zwischen Sockelgebäude und Turm), sowie auf der Höhe der Rücksprünge am Turm selbst.:2
Die Fassade der nach Südosten ausgerichteten Rückseite des Gebäudes verfügt über Rücksprünge auf der Höhe der neunten und sechzehnten Etage.:147
Um die Windstabilität des Turms zu gewährleisten, verfügt dieser über stählerne Eckstützen, die direkt mit der bis auf das Grundgestein herabreichenden Tiefgründung des Gebäudes verbunden sind.:39

### Kuppel
Die ursprüngliche, kuppelartige Spitze des Turmes wurde im Jahr 2000 aufgrund beträchtlichen Verfalls entfernt.
Auch die verbleibenden siebzehn Turmgeschosse sollten zunächst abgerissen werden; wurden jedoch erhalten, da ein neuer Eigentümer das Gebäude übernahm und in eine umfassende Sanierung investierte. Die Kuppel wurde dabei durch eine mit Aluminium verkleidete Nachbildung ersetzt.:39

### Innengestaltung
Im Erdgeschoss führt ein schmaler Flur vom zum Wacker Drive hin gelegenen Haupteingang in eine Empfangshalle, an deren südlichem Ende sich die aus Marmor gefertigte Haupttreppe ins erste Obergeschoss befindet – sie reichte ursprünglich bis in die sechste Etage.:147
Die Schmuckelemente der Lobby sind aus Marmor, Bronze und Terracotta gefertigt und (neo)-klassizistisch gestaltet – sie stellen insofern einen Kontrast zum neugotisch inspirierten Gebäudeäußeren dar.:147

## Trivia
- Für eine kurze Zeitspanne im Jahr 1927 war der oberste Punkt des Gebäudes der am höchsten gelegene der Stadt. Mather Tower war dabei jedoch nicht das höchste Gebäude – das sich unweit befindliche Jewelers' Building war zwar geringfügig höher, sein höchster Punkt lag jedoch aufgrund eines Unterschieds in der Geländehöhe von 8 Fuß (ca. 2,4 m) unter dem des Mather Towers.[3]
- Zum Zeitpunkt seiner Eröffnung verfügte das für damalige Verhältnisse relativ hohe Gebäude über mehrere öffentlich zugängliche Aussichtsplattformen. Diese wurden jedoch nur wenig später wieder geschlossen, da höhere Gebäude in der Umgebung einen besseren Ausblick boten.[3]
- Am 27. September 1929 balancierte der Hochseilkünstler Jimmy Terry über ein in 500 Fuß (ca. 152 m) Höhe gespanntes Seil vom Mather Tower zum Carbide & Carbon Building.[34]
- Bis in die Fünfzigerjahre befand sich auf dem Gebäude eine Sendeanlage des katholischen Hörfunksenders WFJL.[35]

## Galerie

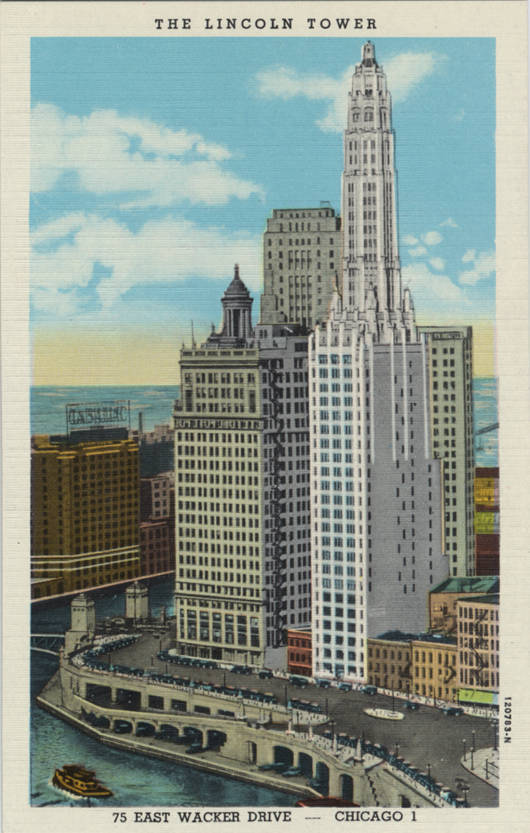
Zeitgenössische Postkarte um 1930
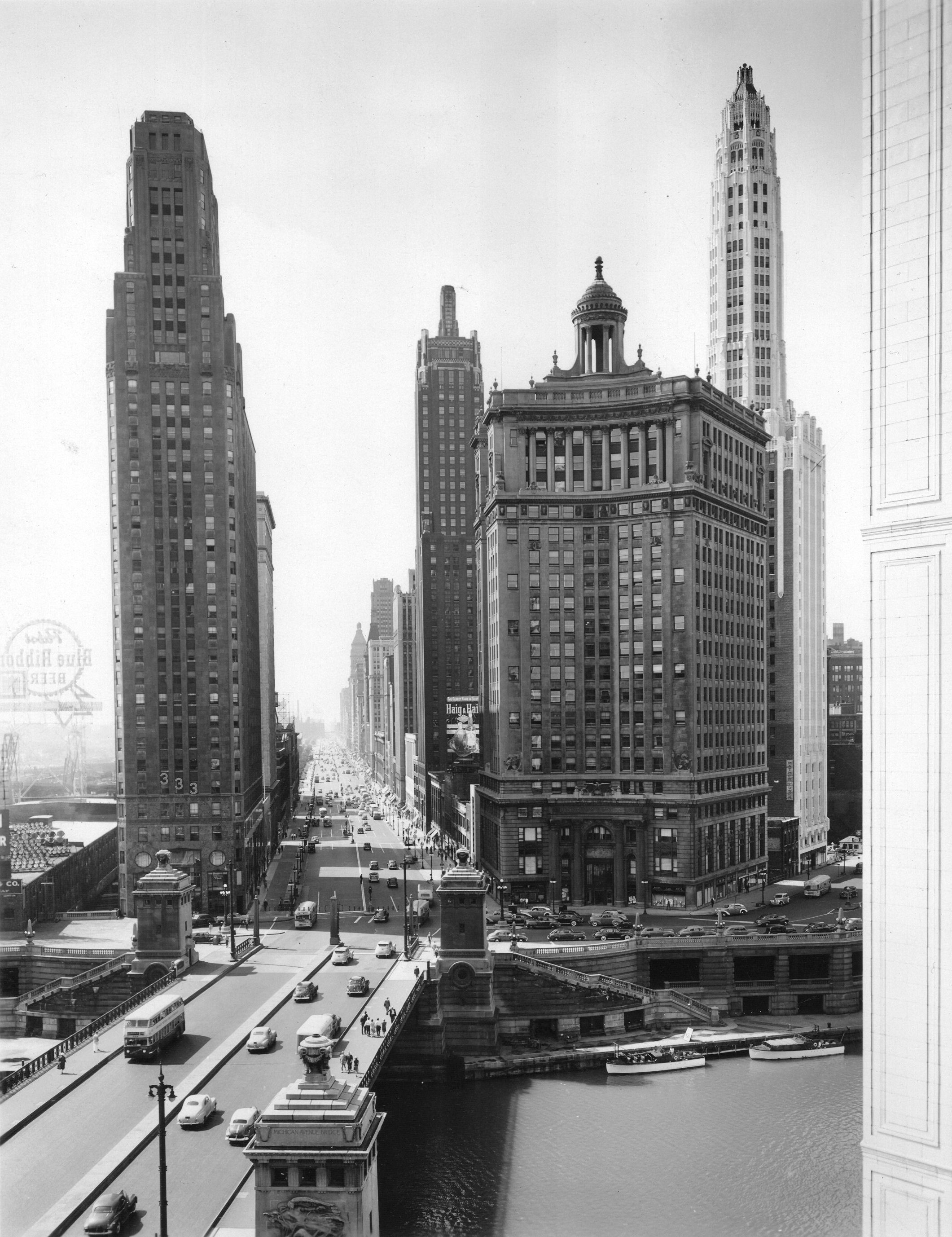
Im Stadtkontext 1945
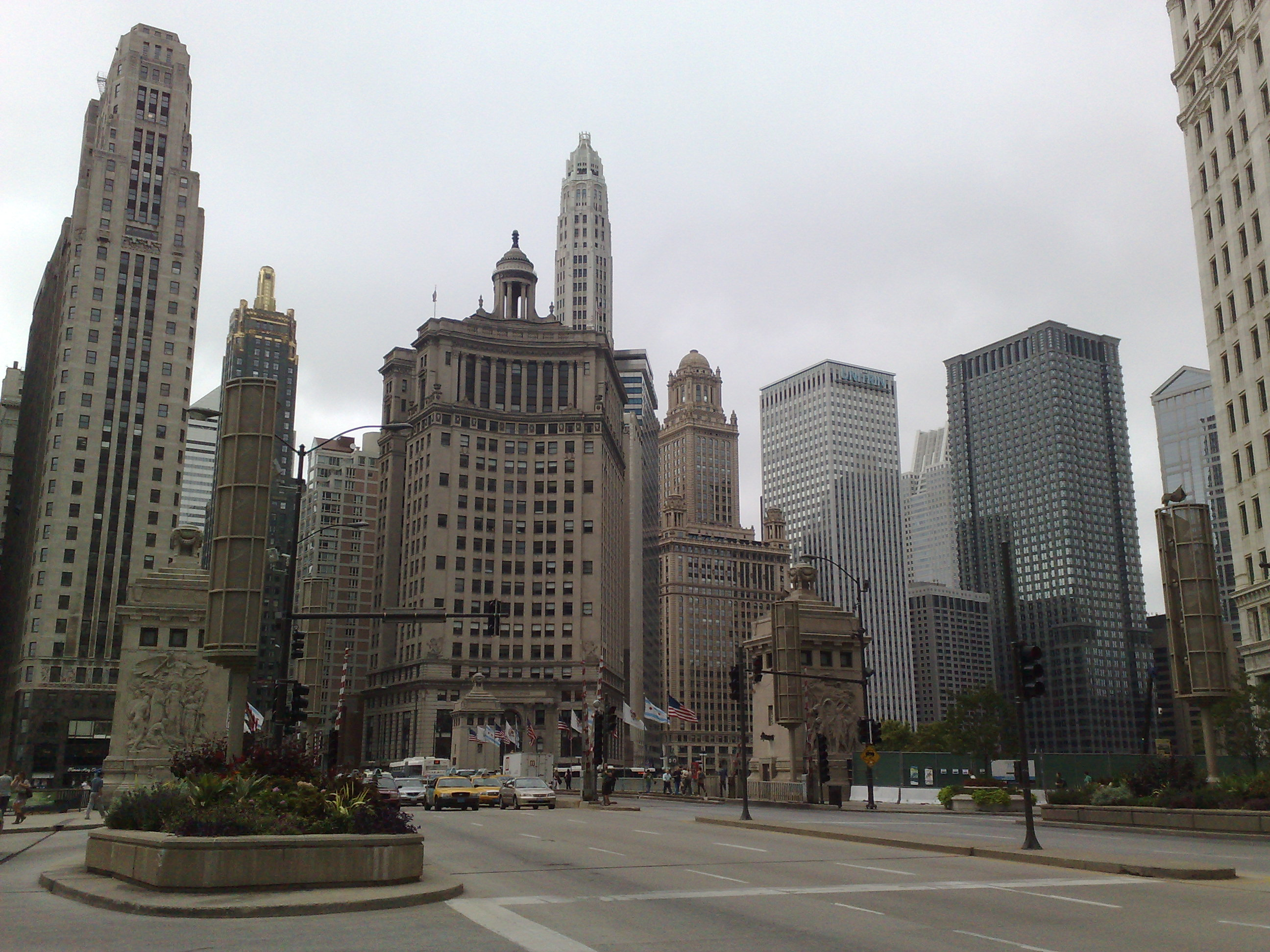
2008
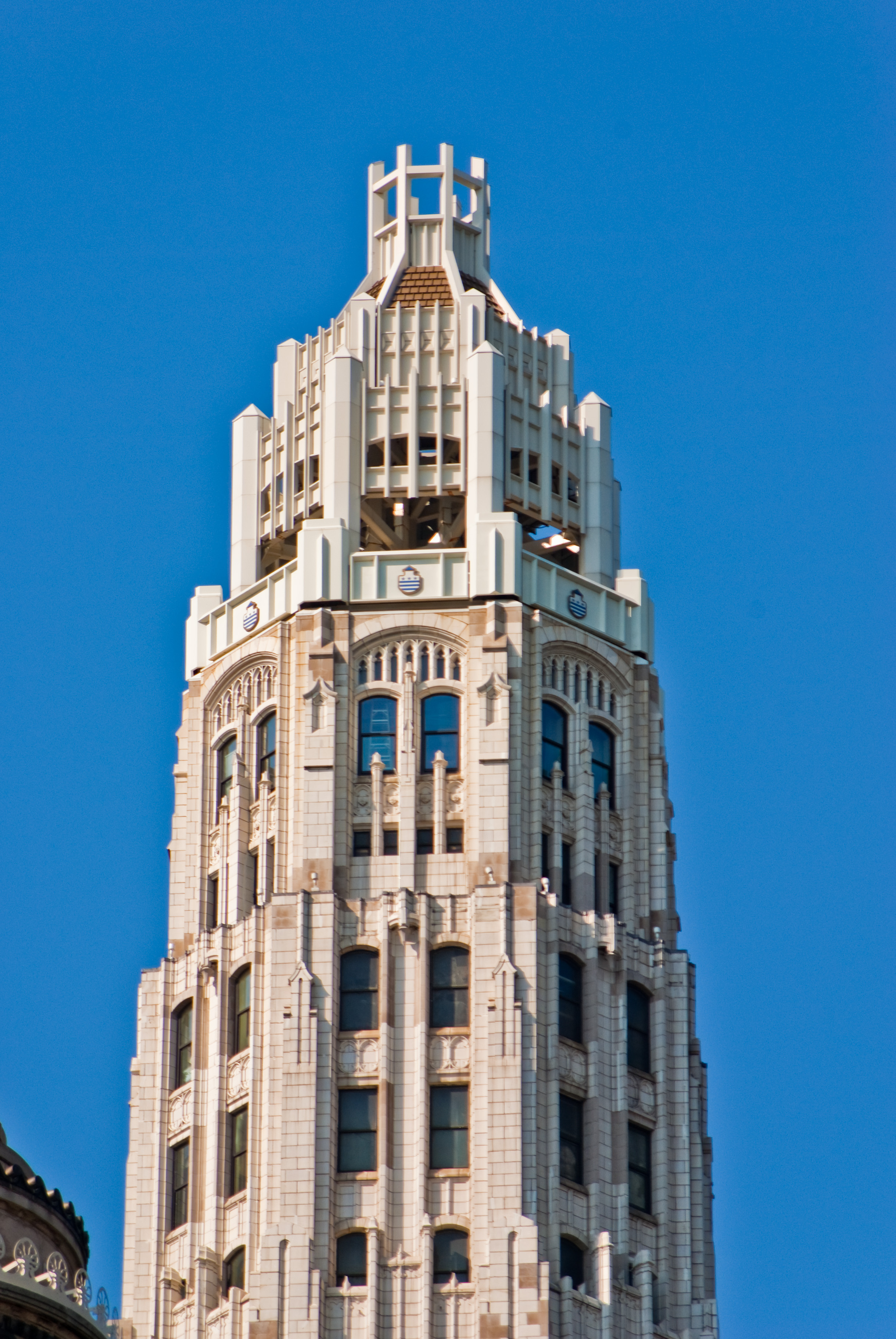
Detailansicht der Kuppel